# Riccardo Gagliolo
Riccardo Gagliolo, född 28 april 1990 i Imperia, Italien, är en italiensk-svensk fotbollsspelare som spelar för Reggina och det svenska landslaget.

## Karriär
Gagliolo växte upp i den liguriska orten Andora och kom efter spel i fjärdedivisionen till Carpi inför säsongen 2012/13. På slutet av säsongen skedde debuten när klubben avancerade till Serie B, där klubben inte hade varit sedan 1928. Det blev fem raka säsonger i Carpi. En av dem var i Serie A och tre i Serie B. Säsongen 2017/18 var han utlånad från Carpi till Parma, som han med andra platsen i Serie B var med till att spela upp i Serie A. Efter säsongen köpte Parma Gagliolo på ett ettårigt kontrakt för 1,2 miljoner €.
Den 31 augusti 2021 värvades Gagliolo av Salernitana, där han skrev på ett treårskontrakt. Den 24 juli 2022 värvades av Reggina, där han skrev på ett flerårskontrakt.

## Privatliv
Gagliolos svenska mamma Eva Svensson kommer från Njurunda utanför Sundsvall; sedan 1987 bodde hon i Italien, efter separation bor hon åter i Sundsvall. Hans morfar Torgny Svensson spelade med Essviks AIF. Gagliolo har dubbelt medborgarskap.